# Franciszek Kraszkowski
Franciszek Józef Kraszkowski (ur. 22 czerwca 1658, zm. 20 grudnia 1731) – polski duchowny rzymskokatolicki, biskup pomocniczy gnieźnieński, archidiakon gnieźnieński.

## Życiorys
24 czerwca 1687 przyjął święcenia diakonatu, a 13 lipca 1687 prezbiteriatu.
Był archidiakonem gnieźnieńskim, opatem witowskim i proboszczem łęczyckim. Będąc proboszczem sprowadził do Łęczycy jezuitów.
2 października 1719 papież Klemens XI prekonizował go biskupem pomocniczym gnieźnieńskim oraz biskupem in partibus infidelium dardanejskim. 4 lutego 1720 w kolegiacie św. Jana Chrzciciela w Warszawie przyjął sakrę biskupią z rąk biskupa przemyskiego Krzysztofa Jana Szembka. Współkonsekratorami byli biskup kijowski Jan Joachim Tarło oraz biskup kamieniecki Stefan Bogusław Rupniewski.
Biskupem pomocniczym gnieźnieńskim był do śmierci 20 grudnia 1731.